# Ràfols
|  | Per a altres significats, vegeu «Antoni Ràfols i Fernández». |

Els Ràfols és una muntanya de 78 metres al municipi de Sitges, a la comarca del Garraf.